# The Big Breakfast
The Big Breakfast es un programa de televisión británico de entretenimiento que se transmitió en Channel 4 y S4C cada mañana de lunes a viernes, originalmente desde el 28 de septiembre de 1992 hasta el 29 de marzo de 2002. Durante este periodo se emitieron un total de 2.482 programas. 
The Big Breakfast fue producido por Planet 24, la productora en copropiedad del ex cantante de Boomtown Rats y organizador de Band Aid / Live Aid, Bob Geldof .
El 10 de septiembre de 2021, regresó para un especial único, después de una ausencia de casi 20 años, presentado por el comediante Mo Gilligan y AJ Odudu, como parte de un día completo de programación que vio a Channel 4 reimaginar algunos de sus eventos más importantes. espectáculos convencionales con talento negro.
El programa se caracterizó por transmitirse en directo desde una casa real, comúnmente conocida como "The Big Breakfast House", o más simplemente, "The House", ubicada en Fish Island, en Bow en este de Londres.
El programa fue una mezcla de noticias, clima, entrevistas, llamadas telefónicas de la audiencia y características generales, con un tono ligero que competía con los programas más serios de GMTV y de la BBC Breakfast.